# Edward Billson
Edward Billson, né en 1892 à Melbourne et mort le 17 avril 1986, est un architecte australien.

## Biographie
Edward Billson naît en 1892 à Melbourne.
Il est le premier lauréat du diplôme d'architecture de l'université de Melbourne, qui a été institué en 1906 mais n'a pas été immédiatement mis en application : il termine la formation en 1913 et le diplôme est délivré deux ans plus tard. En 1916, il entre dans le cabinet de l'architecte américain Walter Burley Griffin, dont il est le premier assistant australien. Pendant qu'il travaille avec lui, Edward Billson conçoit la maison de son propre père en 1918 à Toorak. Il conçoit aussi la maison de Constance Stokes.
Edward Billson meurt le 17 avril 1986.